# Wydział Żywienia Człowieka Szkoły Głównej Gospodarstwa Wiejskiego w Warszawie
Wydział Żywienia Człowieka Szkoły Głównej Gospodarstwa Wiejskiego w Warszawie – wydział Szkoły Głównej Gospodarstwa Wiejskiego w Warszawie utworzony w 1977 roku (b. Wydział Nauk o Żywieniu Człowieka i Konsumpcji).

## Historia[1]
Wydział Nauk o Żywieniu Człowieka i Konsumpcji powstał w 1977 roku. Jego podstawą był Instytut Żywienia Człowieka. Założycielem i pierwszym dziekanem Wydziału był Stanisław Berger.
Początkowo w ramach wydziału działały:
- Instytut Żywienia Człowieka
- Samodzielny Zakład Wiejskiego Gospodarstwa Domowego(później Katedra Wiejskiego Gospodarstwa Domowego)

W 1995 roku w wyniku reorganizacji Wydziału powstały:
- Katedra Żywienia Człowieka
- Katedra Dietetyki
- Katedra Ekonomiki Konsumpcji i Gospodarstwa Domowego
- Katedra Techniki i Technologii Gastronomicznej
- Katedra Surowców Żywnościowych i Towaroznawstwa

Katedry te zostały przemianowane uchwałami Senatu SGGW na:
- Katedra Żywienia Człowieka
- Katedra Dietetyki
- Katedra Żywności Funkcjonalnej, Ekologicznej i Towaroznawstwa,
- Katedra Technologii Gastronomicznej i Higieny Żywności
- Katedra Organizacji i Ekonomiki Konsumpcji.

## Władze wydziału[2]
- Dziekan
  - Prof. dr hab. Krystyna Gutkowska
- Prodziekan ds. nauki:
  - Prof.dr hab. Marzena Jeżewska Zychowicz
- Prodziekan ds. dydaktyki dla kierunku Żywienie Człowieka i Ocena Żywności - studia stacjonarne oraz kierunku Dietetyka - studia stacjonarne i niestacjonarne
  - dr hab. Jadwiga Hamułka, prof. SGGW
- Prodziekan ds. dydaktyki dla kierunku Gastronomia i Hotelarstwo - studia stacjonarne i niestacjonarne oraz dla kierunku Żywienie Człowieka i Ocena Żywności - studia niestacjonarne
  - Dr inż. Robert Zaremba

## Opis kierunków
W ramach wydziału prowadzone są:
- Studia I stopnia Stacjonarne
- Studia I stopnia Niestacjonarne (zaoczne)
- Studia I stopnia Niestacjonarne (wieczorowe)
- Studia II stopnia Stacjonarne
- Studia II stopnia Niestacjonarne
- Studia doktoranckie
- Studia podyplomowe
- Studia międzynarodowe EURECA

## Działalność

### Wszechnica Żywieniowa
Od 1994 roku na Wydziale Nauk o Żywieniu Człowieka i Konsumpcji odbywają się wykłady popularnonaukowe w ramach Wszechnicy Żywieniowej.

### Nauka o żywieniu człowieka – osiągnięcia i wyzwania
W roku 2013 Wydział obchodził 35-lecie istnienia - z tej okazji zorganizowana została Jubileuszowa Konferencja "Nauka o żywieniu człowieka – osiągnięcia i wyzwania".